# P-19 (レーダー)
P-19「ドゥナーイ」(ロシア語: П-19 "Дунай")は、ソ連で開発、運用されたUHFレーダーである。
GRAUインデックスは1RL134（ロシア語: 1РЛ134）、NATOコードネームはフラット・フェイスB（Flat Face B）。

## 開発
P-19はP-15 トローパの後継機として開発された。この新しいレーダーは試験を完了し、1974年からソ連防空軍で運用が開始された。
先代のP-15と同様に、P-19は低高度で飛行する航空機を探知するように設計されており、S-125（SA-3 ゴア）との共同運用が主体だった。P-19は世界各国に広く輸出され、現在も運用が続いている国も多く存在している。